# 首都中学红卫兵联合行动委员会
首都中学红卫兵联合行动委员会（简称联动）是文化大革命初期于1966年底成立的一个北京部分中学红卫兵的联合组织。

## 前身
联动的前身是几个红卫兵纠察队，即首都红卫兵纠察队西城分队（简称“西纠”，成立于1966年8月25日，此时北京其他各区的红卫兵纠察队尚未成立）、首都红卫兵纠察队东城分队（简称“东纠”，成立于1966年9月10日）、首都红卫兵纠察队海淀分队（简称“海纠”）、首都红卫兵纠察队宣武分队（简称“宣纠”）。
当时有“资格”加入这些纠察队的大多是干部子弟，所谓“出身不好”的诸如黑五类的子弟被排斥在外，并且“大多数职工和市民子弟只能冷眼旁观”。这些纠察队并无固定成员，也无统一且正规的加入手续。
这些红卫兵纠察队的成立背后有国务院总理周恩来通过当时的国务院秘书长周荣鑫和北京卫戍区进行的支持，意在通过这些红卫兵纠察队维护当时已经出现混乱的秩序。 自1966年8月以来，北京因红卫兵大规模进行抄家、批斗等行动造成大批被迫害人员的伤亡，酿成红八月。此外，外地来北京的红卫兵增加也需要有相应的组织负责维护秩序。这在当时各中央国家机关及北京市委受到冲击，领导遭受批斗，党和政府的工作部分陷于瘫痪的情况下，显得尤为紧迫。比如类似各中学红卫兵承担的由国务院办公厅等部门直接下达的1966年8月18日、8月31日天安门广场上第一次及第二次毛主席接见百万红卫兵大会的“标兵”任务就是纠察队成立后应由纠察队承担的任务之一。 但另一方面，红卫兵纠察队也和当时几个月内的其他各类红卫兵组织一样对旧人员（指1949年前曾为中国国民党、中华民国政府、中华民国国军、军统及中统等特务组织等工作过，1949年后留在中国大陆并被新的党政军机关或企事业单位任用的人员）、各级学校教职员、有所谓“历史问题”的知识分子等等及上述各类人员的家庭成员进行抄家、殴打、刑讯等，造成了“血腥事件”。
随着文化大革命的进一步深入开展和毛泽东攻击矛头的转移，部分原掌握实权的各级干部被有针对性的打倒、火烧、炮轰等等，一些干部子弟感觉到了形势的变化，意图抵制对老干部的冲击。联动就是他们贯彻这一思想的新组织。

## 筹备
联动的核心部分是首都红卫兵纠察队海淀分队（“海纠”）。当时海淀区集中了101中、八一中学、十一中学等中学以及清华附中、北大附中等高校附中，这些中学内干部子弟“成堆”。联动的发起人牛皖平（北大附中，中共党员）、增寿（京工附中）、卜大华（清华附中）、宫小吉（北大附中）等均来自这些学校。
1966年11月27日，包括上述骨干分子在内的一些中学生在北大附中秘密发起“首都中学红卫兵联合行动委员会”。该名称意为“东纠”、“西纠”和“海纠”的联合。 当日会议由牛皖平主持。会议决定由各中学派出一名联络员主持“联动”的常务工作，“联动”总部设在北大附中，推选北京工业学院附中红卫兵增寿担任总联络员，由北京石油学院附中负责组织工作。会议委托北大附中红卫兵宫小吉起草《首都中学红卫兵联合行动委员会宣言》。

## 成立
1966年12月5日，首都中学红卫兵联合行动委员会正式宣告成立。“联动”以海纠、西纠、东纠为骨干，联合了部分“保皇派”红卫兵，总部设在北大附中。
首都中学红卫兵联合行动委员会今日宣告成立。
本委员会誓死忠于党、忠于毛主席，为了粉碎一切违反毛泽东思想的行为，时刻准备施行必要的行动。
继资产阶级反动路线之后，出现的资产阶级反动路线新形式乃是对当前运动的最大威胁，它威胁着革命群众血汗换来的胜利果实，它将使群众重新回到被专政、被压迫的地位，它将夺取群众自己教育自己、自己解放自己的权利。
它将使千百万人头落地，
它将使历史车轮倒转。
它，威胁着我们！
只有一条道路：拉起队伍来，干！自己的事情自己去做，革命的果实需要自己去保卫，自己革命的权利必须掌握在自己手里，保卫十六条！保卫我们的总司令部党中央！保卫我们的伟大统帅毛主席！
我们宣誓：誓死捍卫以毛主席为代表的无产阶级革命路线。彻底批判形形色色的资产阶级反动路线，坚决把无产阶级文化大革命进行到底！保卫无产阶级铁打的江山永不变色！
无产阶级革命造反精神万岁！
无产阶级专政万岁！
誓死保卫党中央！
誓死保卫毛主席！
誓死保卫毛泽东思想！ 

　
1966年12月5日于北京

12月5日夜，“联动”成员在北京市区内四处刷标语。比如北京工业学院附中的邹建平等人爬上了北京内城西直门的城墙，刷下一条达几十米高的巨幅标语：
中央文革把我们逼上梁山，我们不得不反！
同时，“联动”成员在北京城中心的天安门广场、王府井等地也刷下了大标语：
联动敲响了中央文革的丧钟！
坚决保卫革命的老干部！

## 标志
据张光渝回忆，“‘联动’的标志是在左臂戴一个一扎宽的无字红袖章，谁认可联动、谁支持联动，谁就可以自己搞一个袖章戴上。”

## 领导及成员
代表人物有牛皖平、于增寿（总联络员，京工附中）、邓榕（师大女附中）、李单纲、项东平（京工附中）、彭小蒙、周春英、宫小吉（北大附中）、卜大华、马晓军（北京石油学院附中）、张路宁（人大附中）等。
这是一批十六、七岁的青年人，多为烈士子女和高干、军幹子弟，曾受到毛泽东肯定的最早的老红卫兵。他们发现自己烧起来的“天下大乱”之火，烧着了自己的父辈，连自己也成了“黑帮”、“走资派”的“狗崽子”；由于长期自命为“天然接班人”，于是把出身不好的红卫兵的造反行动看成“狗崽子翻天”，他们只能利用“血统论”组织起来自救。其政治纲领，是反对中央文革和“反对乱揪革命老前辈”。

## 主张
联动的基本政治纲领是反对中央文革和“反对乱揪革命老前辈”。
联动成立伊始便将矛头直指中央文革，提出了“打倒关锋、戚本禹，吓一吓陈伯达”的口号。 在《首都中学红卫兵联合行动委员会宣言》中，联动的任务正是反对继资产阶级反动路线之后出现的“资产阶级反动路线新形式”。前面的“资产阶级反动路线”，是指刘少奇、邓小平等压制文化大革命群众运动、打击造反群众，这是毛泽东的论调。后面的“资产阶级反动路线新形式”则指对老干部及其家庭的冲击和迫害，这是“联动”自己发明的概念。

## 主要活动

### 同“三司”辩论
1966年12月6日即“联动”宣告成立次日，牛皖平带领十几名“联动”成员到朱成昭任一把手的首都三司要求辩论揪斗老干部问题，结果在三司门口被几十名大学红卫兵围攻，被迫撤走。
1966年12月7日，“联动”再次派出来自北京石油学院附中、北京农业大学附中的二十余名红卫兵到“三司”总部，准备进行辩论。“三司”用电话调集了上千名红卫兵围住“联动”成员，并与之发生激烈争执。周恩来派国务院秘书长周荣鑫前往劝说调解。至12月8日凌晨，“三司”终于同意放人，但要求得到明确答复：“联动”不得再冲击“三司”总部。

### 破私立公誓师大会
1966年12月26日，“联动”在北京展览馆召开“破私立公誓师大会”。此次大会为“联动”召开的第一次大会。大会由“联动”的骨干成员李单纲、项东平（京工附中）、周春英、宫小吉（北大附中）、张路宁（人大附中）、邓榕（师大女附中）、马晓军（北京石油学院附中）等
红卫兵筹备。彭小蒙（北大附中）主持大会（一说由北大附中周春英主持）。清华附中等4个中学的“联动”代表就运动开始以来本红卫兵组织的成绩和缺点作“破私立公”发言。
在代表发言过程中，署名“红后代”的传单从与会红卫兵头上纷纷落下。北京石油学院附中“联动”负责人马晓军、贺邯生等人走上主席台，开始宣读这份传单上的口号：
“坚决批判中央文革某些人近几天发表的反毛泽东思想的讲话！”
“反对纵容、支持、鼓励反革干、军干子弟的行为！”
“坚决打倒镇压中学运动的刽子手‘三司’！”
“沉默就是死亡，战斗就是生存！”
“揪出‘三司’后台，枪毙‘三司’后台！”
“反对乱揪革命老前辈！”
“中央文革某些人不要太狂了！”
……

这些口号获得了与会人员的热烈鼓掌和叫好。
接着大会放映了毛主席接见红卫兵的纪录片。
散会后，“联动”成员随即在北京市中心的大街小巷散发传单、书写标语，并入户宣讲。其口号有：
“江青不要太狂了！”
“反对纵容、支持、鼓励反革军、革干子弟的行为！”
“坚决打倒镇压中学运动的刽子手三司！”
“踢开中央文革！”
“打一打关锋、戚本禹，吓一吓陈伯达！”

### 中发秘字003号通告
1967年1月1日即元旦，联动发出“中发秘字003号”通告，号召全国干部子弟联合起来，“保卫革命成果”，“保卫老一辈打下的江山”。

中央、北京政军干部子弟（女）联合行动委员会

中发秘字003
中国共产党中央、国务院、人大常委、人民解放军各军种、中央军委、国务院各部革命干部子弟联合行动委员会于一九六六年十月一日于中南海政治局礼堂正式成立。
联合行动委员会在中国共产党中央委员会集体领导下工作。
联合行动委员会在中共中央主席和第一副主席直接指示下工作。
联合行动委员会在马列主义原则精神和中共历次党代会的一贯路线指导下工作。
联合行动委员会的任务：
①坚决、彻底、全面、干净地粉碎中共中央委员会几个主席几个委员的左倾机会主义路线，取缔一切专制制度，召开中共全国代表大会，选举中央委员会，保证民主集中制在党的生活中得到坚决的贯彻，保证中央各级党委、委员的生命安全。
②坚决地全力以赴地打倒左倾机会主义路线所产生的各级反动造反组织。
③坚决肃清中共党内和国家机关的反党分子、蒋介石分子、赫鲁晓夫分子。
④巩固三面红旗，加强国防，保卫社会主义建设和无产阶级专政。
⑤保卫党的各级组织和优秀、忠实、英勇的领导干部。
组织路线：在中央委员会直接领导下，发展过程如下：
（1）第一阶段由中共中央、国务院、解放军、省市委干部子弟组成。

（2）第二阶段由基层组织（地委专署与公社）干部子弟组成。

（3）第三阶段吸收全国工农兵和出身他种家庭而政治表现好的。
同盟军：包括中国人民解放军将士、中共党员、共青团员、工农积极分子。
联合行动委员会号召各省市革命干部子弟在中国共产党的领导下，忠于马列主义和1960年以前的毛泽东思想，树立共产主义世界观，继承革命传统，在各地迅速组织联合行动委员会，贯彻中央、北京联合行动委员会的一切行动指示。
联合行动委员会号召各地区的成员要无限忠于党、忠于人民，戒骄戒躁，密切
联系群众，贯彻党的民主集中制，克服资产阶级思想意识和党内左倾机会主义路线的恶劣影响，为党为人民为共产主义奋斗到底，直到最后一滴血。
……
同志们，同胞们，应该认识到，我们肩负着党和人民的重大历史使命，肩负着历史赋于我们的共产主义战斗命令，“我们一定要英勇，忠实，干练，坚贞，艰苦耐心地做好各种工作，迎接大反攻战机的到来。”
我们的困难是复杂严重的，我们的处境是白色恐怖的，不斗争，必灭亡。无数的革命前辈和党员兄弟被围攻被拷打，被审讯被迫害，许多为共产主义而奋斗的优秀战士英勇就义牺牲了，数以千计的党的好儿子被监视和失踪，看到这些，我们还有什么不能拿出来啊！人民盼望我们，希望我们粉碎左倾机会主义路线，他们罢工，停电，绝食，请愿，为我们做出了优秀的榜样，我们庄严地向全人类和所有的敌人宣告：我们为共产主义奋斗终生，流鲜血，受迫害有何以惧，我们的事业——马列主义的事业必然胜利。
全世界无产者联合起来！

全党党员团结起来！

全党全民，全军团结起来！

中国共产党万岁！

中国人民万岁！

中国共产党中央委员会、中共北京市委革命干部子弟

中华人民共和国国务院、人大常委革命干部子弟

中国人民解放军帅、将、校革命干部子弟

十六省、市委革命干部部分子弟

联合行动委员会

公元一九六七年元月一日

### 六冲公安部
1966年12月16日到1967年1月11日，联动六次冲击中华人民共和国公安部，要求释放被抓的联动成员，并抗议“公安部下放专政权力”，要“火烧谢富治”。参加冲击的大都为干部子弟，其中既有军队系统干部的子弟，也有地方（政府机关）干部的子弟，既包括“高干子弟”（高级干部子弟），也包括“中干子弟”（中级干部子弟）。但并非联动成员才参加这些行动，“相反，谁参加了这些行动，谁就算是联动成员”。
- 一冲：1966年12月26日晚冲进了公安部接待室。
- 二冲：1966年12月28日上午二三百人强占了公安部接待室的八间办公室、大礼堂
- 三冲：12月31日近百人冲击公安部接待室，强占了两间办公室
- 四冲：1967年1月6日上午11时100多人从公安部大门冲了进去，冲入礼堂
- 五冲：1967年1月8日五六百人企图冲入公安部未成
- 六冲：1967年1月11日五六百人企图冲入公安部未成

在冲击公安部时，他们所喊口号有：

1. 强烈抗议公安部下放专政权力！
2. 公安部是挑动群众斗群众的罪魁祸首！
3. 公安部执行了形“左”实右的资产阶级反动路线！
4. 强烈抗议公安公然对抗十六条！
5. 公安部挑动群众是一个恶毒的政治阴谋！
6. 炮轰公安部！火烧谢富治！
7. 公安部打人凶手必须严办！
8. 不许公安部乱抓革干革军子弟！
9. 强烈要求给被抓的“红卫兵”平反！
10. 三司一部分受蒙蔽的同志起来揭发公安部的罪行。
11. 抗议公安部乱抓人。
12. 乱抓老“红卫兵”绝没有好下场！
13. 联动骨干宫小吉说：“公安部没干一件好事！”“压而不服越压越硬！老子就是不服！你逮吧！”

他们一方面与“首都三司”蒯大富等进行辩论，一方面骑着自行车穿越北京大街，呼口号、散传单、贴标语，“拥护中央军委四位副主席的讲话（叶剑英、陈毅、徐向前、聂荣臻批评当前运动过火）”，“中央文革某些人不要太狂”。但他们也是采取武斗的方式来制止打砸抢行为的。
他们联合了全国遍布上海、沈阳、武汉、长沙各地、上百所学校的红卫兵，共同用“四大”武器反对中央文革。他们虽然拥有较多的消息来源，丰富的政治经验，却囿于保父并自保的个人立场，只能逆潮流而动。他们的行动因此受到绝望情绪的支配，知其不可为而为，难免有些显得过火。

## 结束
由于联动的活动干扰了毛泽东打倒走资派的战略部署，1967年1月17日公安部长谢富治说：“ ‘联动’是反动组织，头头是反革命。”《红旗》杂志同年3期社论《论无产阶级革命派的夺权斗争》也断定联动是“反革命组织”。清华大学、北航等校红卫兵在中央文革授意下捣毁联动“据点”，抓捕139人。
1月25日，三万多名群众联合捣毁联动最后据点八一學校。4月，首都大专院校红代会等组织在此举办“联动罪行展览”。周恩来、陈伯达、康生、谢富治、关锋、戚本禹等参观了展览。大量批判联动的材料被印制。
4月22日毛泽东下令后联动成员被释放。5月29日以联动为核心，在天安门广场召开了“红卫兵万岁”的红卫兵一周年纪念会。作为组织的联动从此结束了活动。
他们中的一些人在分配工作、上山下乡时，档案里都被注明“联动分子”、攻击“中央文革”。参军、入党和文革后清理三种人都受到阻碍。其中一些人为了避免麻烦，被迫改名换姓。
1984年，中共中央组织部、公安部、共青团中央发出《关于《联动》、《西纠》彻底平反通知》。
2011年12月26日，北京东郊京城梨园大戏楼，“联动”成员举办了纪念“联动”成立45周年的纪念会，有200多人参加。

## 扩展阅读
- 钟雪（邹建平），联动娃娃：文革初期拼争记实，香港联合出版社，2010
- 孔丹口述、米鹤都执笔，难得本色任天然，中港传媒出版社，2013